# Fontenay-le-Marmion
Fontenay-le-Marmion er en kommune i departementet Calvados i regionen Basse-Normandie i det nordvestlige Frankrig. Indbyggerne kaldes Fontenaysiens.

## Seværdigheder og monumenter
- Saint-Hermès kirken fra 12. – 13. århundrede hvor koret og klokketårnet er fredet.
- Maison à la lisière vest for borgen dateres til 16. århundrede.
- Fredede gravhøje fra yngre stenalder.

- Rådhuset
- Kirken Saint-Hermès
- Mindesmærket for de døde